# Сульфат барію
Сульфа́т ба́рію, ба́рій сульфа́т — неорганічна сполука, барієва сіль сульфатної кислоти складу BaSO4. Сіль є нерозчинною у воді, етанолі, розчинна у концентрованій сульфатній кислоті.
Застосовується у виробництві білих пігментів, для охолодження та змащування бурових інструментів на нафтових свердловинах. Також використовується як протирадіаційна добавка в бетон та при рентгеноскопії стравоходу.

## Поширення у природі

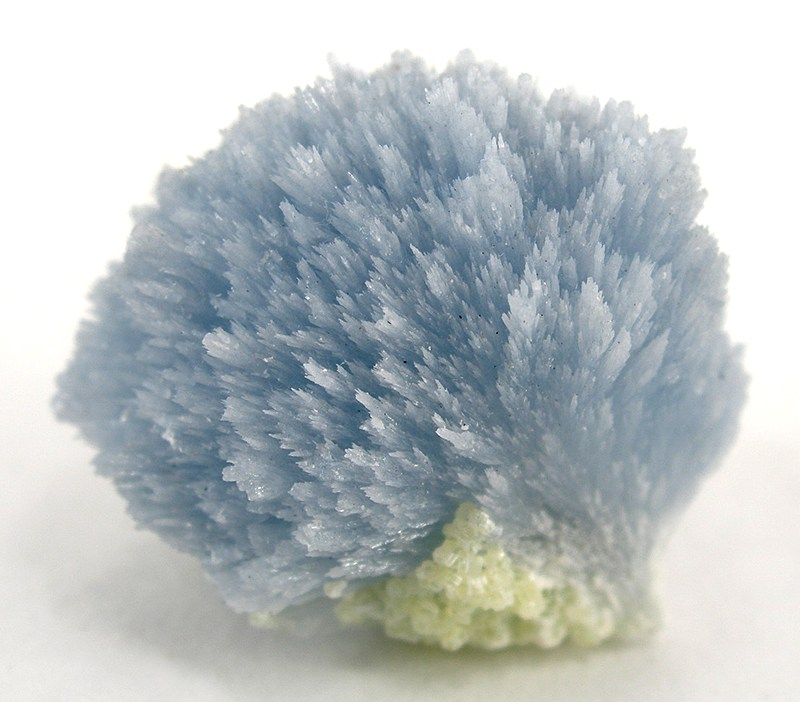
Барит (родовище у ПАР)

У земних надрах сульфат барію поширений у вигляді мінералу бариту BaSO4.

## Фізичні властивості
Сульфат барію є білими ромбічними кристалами. Погано розчиняється у воді (добуток розчинності 1,08·10-10). Розчиняється у хлорній воді, бромідній та йодидній кислотах. Як розчинники сульфату барію також використовують нітрат цирконію, тіосульфат натрію, метафосфати і гідрокарбонати лужних металів.
Фосфоренціює в рентгенівських та катодних променях.

## Отримання
Сульфат барію можна синтезувати дією сульфатної кислоти на солі барію. Продукт легко виділяється з розчину завдяки його малій розчинності:
{\displaystyle \mathrm {BaCl_{2}+H_{2}SO_{4}\longrightarrow BaSO_{4}\downarrow +2HCl} }
Також застосовуються і реакції обміну, які включають варіації із використанням гідроксиду барію, сульфатів лужних металів
{\displaystyle \mathrm {Ba(OH)_{2}+H_{2}SO_{4}\longrightarrow BaSO_{4}\downarrow +2H_{2}O} }
{\displaystyle \mathrm {Ba(NO_{3})_{2}+Na_{2}SO_{4}\longrightarrow BaSO_{4}\downarrow +2NaNO_{3}} }
Також сульфат отримують прокалюванням сульфіду барію за температури 1000 °C:
{\displaystyle \mathrm {BaS+2O_{2}{\xrightarrow {1000^{o}C}}\ BaSO_{4}} }
Інші методи включають використання пероксиду барію, термічне розкладання сульфіту або тіосульфату барію:
{\displaystyle \mathrm {BaO_{2}+SO_{2}\longrightarrow BaSO_{4}} }
{\displaystyle \mathrm {4BaSO_{3}{\xrightarrow {t}}\ 3BaSO_{4}+BaS} }
{\displaystyle \mathrm {4BaS_{2}O_{3}{\xrightarrow {t}}\ 3BaSO_{4}+BaS+4S} }

## Хімічні властивості
При нагріванні понад 1600 °C сульфат барію починає розкладатися:
{\displaystyle \mathrm {2BaSO_{4}{\xrightarrow {>1600^{o}C}}2BaO+2SO_{2}+O_{2}} }
Сполука не розчиняється у воді, не розчиняється і не реагує із багатьма кислотами. У концентрованій сульфатній кислоті BaSO4 утворює кислу сіль — гідросульфат барію:
{\displaystyle \mathrm {BaSO_{4}+H_{2}SO_{4(conc.)}{\xrightarrow {20-50^{o}C}}\ Ba(HSO_{4})_{2}} }
Сульфат відновлюється коксом, воднем до сульфіду:
{\displaystyle \mathrm {BaSO_{4}+4H_{2}{\xrightarrow {900-1000^{o}C}}\ BaS+4H_{2}O} }
{\displaystyle \mathrm {BaSO_{4}+C{\xrightarrow {1100-1200^{o}C}}\ BaS+2CO_{2}} }

## Токсичність
Сполуки барію є токсичними для людини, однак, на відміну від багатьох інших сполук, сульфат практично не розчинний у воді, а тому не має токсичної дії. На цьому і засновується дія антидоту при отруєннях солями барію — прийняти дозу сульфатів натрію або магнію для переведення барію у нерозчинний стан.

## Застосування
Сульфат барію, осаджений спільно з сульфідом цинку, використовується як білий пігмент для захисного покриття — літопон. У суміші з сульфідом натрію він використовується як білий пігмент blanc fixe (фр. постійний білий).
Також BaSO4 використовується як буровий розчин для змащування й охолоджування бурового інструменту на нафтових свердловинах; він входить до складу укріплювача стінок свердловини для запобігання її обвалу. 
Сульфат барію застосовується як наповнювач у фарбах, пластмасах та гумових виробах, як протирадіаційний компонент бетону, як флюс і добавки до скла, які збільшують показник заломлення. Він використовується як харчова добавка для збільшення непрозорості під час проведення рентгеноскопії органів травлення (так звана барієва каша).